# Robin Pacek
Robin Pacek, född 17 mars 1991 i Kristianstad och uppvuxen i Norra Åsum, är en svensk judoutövare. Hans bror Martin Pacek är också judoutövare.
Pacek tävlade för Sverige vid olympiska sommarspelen 2016 i Rio de Janeiro, där han blev utslagen i den andra omgången i halv mellanvikt.